# Carcinopsis
Carcinopsis is een geslacht van rechtvleugeligen uit de familie Anostostomatidae. De wetenschappelijke naam van dit geslacht is voor het eerst geldig gepubliceerd in 1888 door Brunner von Wattenwyl.

## Soorten
Het geslacht Carcinopsis omvat de volgende soorten:
- Carcinopsis humboldtiana Griffini, 1914
- Carcinopsis merayi Griffini, 1912
- Carcinopsis rouxiana Griffini, 1914
- Carcinopsis sarasiniana Griffini, 1914
- Carcinopsis signata Brunner von Wattenwyl, 1888
- Carcinopsis unicolor Brunner von Wattenwyl, 1888